# Nekrolog 1842
Nekrolog
◄◄
| ◄
| 1838
| 1839
| 1840
| 1841
| 1842 | 1843 | 1844 | 1845 | 1846 | ► | ►►
Weitere Ereignisse | Allgemeiner Nekrolog 1842
Die Beschreibung der verstorbenen Person sollte so kurz wie möglich gehalten sein und nur deren signifikante Tätigkeit(en) enthalten.
Neue Namen ggf. auch unter dem Geburts- und Sterbedatum, also etwa unter 1. Januar und im Geburts- und Sterbejahr (2024) eintragen (nur bei entsprechender großer Wichtigkeit). Für Beispiele siehe die schon vorhandenen Artikel.
Außerdem über die fünf zuletzt Verstorbenen, zu denen es einen ausreichend guten Artikel für eine Präsentation auf der Hauptseite gibt, nach der todesbedingten Überarbeitung der Artikel ggf. auch unter Wikipedia Diskussion:Hauptseite informieren und sie am besten auch in den anderen Wikipedia-Sprachversionen eintragen. Tipp: Regelmäßig bei news.google.de nach „ist tot“, „gestorben“ oder „verstorben“ suchen.
Wenn eine Person gestorben ist, gibt es viele Seiten zu dieser Person in der Wikipedia, die davon auch betroffen sind und entsprechend aktualisiert werden müssen. Beispiele: Namenübersichtsseite, Geburtsjahr, Geburtsort-Seiten und viele mehr.
Wie finde ich die betroffenen Seiten?
Im Suchfeld auf der linken Seite gibt man den Suchbegriff so ein: „Vorname Nachname“. Dann klickt man auf Volltext und alle Seiten mit entsprechendem Suchtext werden aufgerufen. Hier sieht man dann schnell, wo auch das Todesjahr Sinn macht oder sogar ein Teil des Artikels angepasst werden muss. Auch hilft das „Werkzeug“ auf der linken Seite sehr gut, um solche Seiten aufzufinden: „Links auf diese Seite“. Somit ist die Wikipedia wieder aktuell in allen Bereichen! Hinweis: bei Eintragung der Kategorie „Gestorben JAHR“ wird der Missbrauchsfilter 49 ausgelöst, was jedoch nicht schlimm ist. Siehe: Spezial:Missbrauchsfilter/49
Dies ist eine Liste von im Jahr 1842 verstorbenen bekannten Persönlichkeiten. Die Einträge erfolgen innerhalb der einzelnen Daten alphabetisch sortiert. Tiere sind im Nekrolog für Tiere zu finden.

## Januar
| Tag        | Name                                 | Beruf, bekannt als                                                                          | Alter | Beleg |
| ---------- | ------------------------------------ | ------------------------------------------------------------------------------------------- | ----- | ----- |
| 2. Januar  | Klemens Bąkiewicz                    | Bischof von Sandomierz                                                                      | 81    |       |
| 2. Januar  | Friedrich von Franquemont            | württembergischer General der Infanterie und Kriegsminister                                 | 71    |       |
| 7. Januar  | Arnold Friedrich von Mieg            | deutscher Politiker                                                                         | 63    |       |
| 7. Januar  | Charles Berny d’Ouvillé              | französischer Maler                                                                         | 66    |       |
| 8. Januar  | August von Manteuffel                | königlich-sächsischer Wirklicher Geheimer Rat, Konferenzminister und Gesandter am Bundestag | 76    |       |
| 10. Januar | Aylmer Bourke Lambert                | englischer Botaniker                                                                        | 80    |       |
| 10. Januar | Josias Rowley                        | britischer Admiral                                                                          |       |       |
| 11. Januar | Emil Osann                           | deutscher Arzt                                                                              | 54    |       |
| 12. Januar | Giacomo Chiodo                       | italienischer Archivar                                                                      | 82    |       |
| 12. Januar | Friedrich Joseph Ehemant             | deutscher Landschaftsmaler und Radierer                                                     | 37    |       |
| 12. Januar | Adam Friedrich Gock                  | deutscher Politiker                                                                         | 60    |       |
| 12. Januar | Wilhelm Traugott Krug                | deutscher Philosoph                                                                         | 71    |       |
| 12. Januar | Georg Nüßlein                        | deutscher Philosoph, Geistlicher und Hochschullehrer                                        | 75    |       |
| 12. Januar | Johanna Stegen                       | preußische Patriotin                                                                        | 49    |       |
| 13. Januar | Linn Banks                           | US-amerikanischer Politiker                                                                 | 57    |       |
| 13. Januar | Davis Dimock                         | US-amerikanischer Politiker                                                                 | 40    |       |
| 15. Januar | Jean Baptiste Antoine Guillemin      | französischer Botaniker                                                                     | 45    |       |
| 15. Januar | Joseph Hopkinson                     | US-amerikanischer Jurist und Politiker                                                      | 71    |       |
| 15. Januar | Karl Mohr                            | deutscher Pfarrer und Landtagsabgeordneter Großherzogtum Hessen                             | 72    |       |
| 16. Januar | Thomas Fearnley                      | norwegischer Maler                                                                          | 39    |       |
| 17. Januar | Joseph Maria von Fraunberg           | Bischof von Augsburg und Erzbischof von Bamberg                                             | 73    |       |
| 17. Januar | Matthijs Ooster                      | Kaufmann und Versicherer                                                                    | 94    |       |
| 17. Januar | Christian Zimmermann                 | deutscher Fabrikant von Strick- und Wirkwaren                                               | 82    |       |
| 18. Januar | Franz Theodor Biergans               | deutscher Mönch und Jakobiner                                                               | 73    |       |
| 19. Januar | Heinrich Anton Hoffmann              | deutscher Violinist und Komponist                                                           | 71    |       |
| 19. Januar | Joseph Jérôme Siméon                 | französischer Jurist und Politiker                                                          | 92    |       |
| 21. Januar | Johann Baptist Lingg von Linggenfeld | General                                                                                     | 76    |       |
| 23. Januar | Auguste Döbbelin                     | deutsche Theaterschauspielerin                                                              | 38    |       |
| 24. Januar | Johann Burger                        | österreichischer Agrarwissenschaftler                                                       | 68    |       |
| 24. Januar | Friedrich Wilhelm Schwabe            | deutscher Arzt                                                                              | 62    |       |
| 25. Januar | Bernhard Christoph Faust             | deutscher Arzt                                                                              | 86    |       |
| 25. Januar | Michael Seidl                        | deutscher Wirtschaftsbeamter und Mathematiker                                               | 74    |       |
| 27. Januar | Alexander Cosmar                     | deutscher Schriftsteller, Herausgeber und Verleger                                          | 36    |       |
| 27. Januar | Adolph von Vagedes                   | deutscher Architekt, Stadtplaner und Dichter                                                | 64    |       |
| 29. Januar | Pierre Cambronne                     | französischer General in der Zeit des Empire                                                | 71    |       |
| 29. Januar | Nathan Fellows Dixon                 | US-amerikanischer Politiker                                                                 | 67    |       |
| 30. Januar | Daniel Avery                         | US-amerikanischer Politiker                                                                 | 75    |       |
| 31. Januar | Hector Craig                         | US-amerikanischer Politiker                                                                 |       |       |
| 31. Januar | John L. Murray                       | US-amerikanischer Politiker                                                                 | 36    |       |

## Februar
| Tag         | Name                               | Beruf, bekannt als                                                                   | Alter | Beleg |
| ----------- | ---------------------------------- | ------------------------------------------------------------------------------------ | ----- | ----- |
| 2. Februar  | Carl Dörr                          | deutscher Zeichner, Maler, Grafiker und Musiker                                      | 64    |       |
| 2. Februar  | Maurus Hagel                       | bayerischer Benediktinermönch und katholischer Theologe                              | 61    |       |
| 2. Februar  | André Matthey                      | Schweizer Arzt                                                                       | 62    |       |
| 3. Februar  | Friedrich Heinrich Kern            | deutscher Theologe und Hochschullehrer                                               | 51    |       |
| 3. Februar  | Lyman Law                          | US-amerikanischer Politiker                                                          | 71    |       |
| 3. Februar  | Wilhelm Meißner                    | deutscher Ingenieur, Hydrauliker und Autor                                           | 71    |       |
| 3. Februar  | Abraham Stern                      | polnischer Uhrmacher, autodidaktischer Mathematiker und Erfinder von Rechenmaschinen |       |       |
| 4. Februar  | Théodore Simon Jouffroy            | französischer Publizist und Philosoph                                                | 45    |       |
| 4. Februar  | Colin Robertson                    | schottischer Fellhändler und Politiker im heutigen Kanada                            | 58    |       |
| 5. Februar  | Narcisse Parant                    | französischer Politiker und Bildungsminister                                         | 48    |       |
| 6. Februar  | Franz Ludwig Jörgens               | deutscher Prediger und Kirchenlieddichter                                            | 50    |       |
| 7. Februar  | Ludwig vom Hagen                   | preußischer Jurist und Regierungspräsident in Köln und Erfurt                        | 71    |       |
| 7. Februar  | Johann Franz Krieger               | deutscher Theaterschauspieler                                                        |       |       |
| 7. Februar  | Wenzel Benno Seidl                 | böhmisch-österreichischer Botaniker und Entomologe                                   | 68    |       |
| 8. Februar  | Samuel Clesson Allen               | US-amerikanischer Politiker                                                          | 70    |       |
| 9. Februar  | Johann Diederich Gries             | deutscher Übersetzer                                                                 | 67    |       |
| 9. Februar  | Andreas Marschall                  | Klavierbauer                                                                         | 58    |       |
| 10. Februar | Moritz von Engelhardt              | deutscher Mineraloge                                                                 | 63    |       |
| 11. Februar | Gottlob Friedrich Thormeyer        | deutscher Architekt und sächsischer Baubeamter                                       | 66    |       |
| 13. Februar | Félix Danvin                       | französischer Landschaftsmaler                                                       |       |       |
| 15. Februar | Archibald Menzies                  | britischer Mediziner und Biologe                                                     | 87    |       |
| 15. Februar | Carlo Andrea Pozzo di Borgo        | französischer Politiker und Diplomat                                                 | 77    |       |
| 15. Februar | Johann Maximilian Alexander Probst | deutscher Apotheker                                                                  | 29    |       |
| 16. Februar | Johann Nepomuk Schaller            | österreichischer Bildhauer                                                           | 64    |       |
| 17. Februar | Otto von Haugwitz                  | deutscher Übersetzer und Lyriker                                                     | 74    |       |
| 17. Februar | Ludwig von Schorn                  | deutscher Kunsthistoriker und Hochschullehrer                                        | 48    |       |
| 19. Februar | Louis-Charles Caigniez             | französischer Dramatiker                                                             | 79    |       |
| 20. Februar | Thomas Speed                       | US-amerikanischer Politiker                                                          | 73    |       |
| 21. Februar | Vojtěch Živný                      | böhmischer Komponist                                                                 | 85    |       |
| 23. Februar | Richard Honyman, 2. Baronet        | schottischer Politiker, Mitglied des House of Commons                                | 54    |       |
| 23. Februar | Lewis Williams                     | US-amerikanischer Politiker                                                          | 60    |       |
| 27. Februar | Wilhelm Böhmer                     | deutscher Gymnasiallehrer und Historiker                                             | 50    |       |
| 28. Februar | Johann David Pfeffer               | Spielmann                                                                            | 73    |       |
| 28. Februar | Johann Nepomuk Silberhorn          | bayerischer katholischer Pfarrer                                                     | 61    |       |

## März
| Tag      | Name                                    | Beruf, bekannt als                                                                | Alter | Beleg |
| -------- | --------------------------------------- | --------------------------------------------------------------------------------- | ----- | ----- |
| 1. März  | Christian Philipp Koehler               | deutscher Beamter                                                                 | 64    |       |
| 1. März  | Jean-François Roger                     | französischer Politiker, Schriftsteller und Mitglied der Académie française       | 65    |       |
| 2. März  | Robert Potter                           | US-amerikanischer Politiker                                                       |       |       |
| 3. März  | Ludwig von Westphalen                   | preußischer Regierungsrat und Mentor von Karl Marx                                | 71    |       |
| 4. März  | Carl Wilhelm Fritze                     | deutscher Kaufmann                                                                | 50    |       |
| 4. März  | Thomas Ward                             | US-amerikanischer Politiker                                                       |       |       |
| 6. März  | Arnold Heeren                           | deutscher Historiker                                                              | 81    |       |
| 6. März  | Ludwig Friedrich Heyd                   | deutscher evangelischer Pfarrer und Autor landesgeschichtlicher Werke             | 50    |       |
| 6. März  | Constanze Mozart                        | Ehefrau von Wolfgang Amadeus Mozart                                               | 80    |       |
| 7. März  | Eusebio Bardají Azara                   | Ministerpräsident von Spanien                                                     | 65    |       |
| 7. März  | Wiremu Kingi Maketu                     | Mörder, erster unter britischem Recht verurteilter Māori                          |       |       |
| 7. März  | Paul Friedrich                          | Großherzog von Mecklenburg                                                        | 41    |       |
| 7. März  | Christian Theodor Weinlig               | deutscher Komponist und Chordirigent in Dresden und Leipzig                       | 61    |       |
| 9. März  | Simon Eisenhut                          | Chiliast und Gründer einer Glaubensgemeinschaft                                   | 60    |       |
| 10. März | Johann Georg Dittrich                   | deutscher Pomologe                                                                | 58    |       |
| 10. März | Iwasaki Kan’en                          | japanischer Entomologe, Botaniker und Zoologe                                     | 55    |       |
| 10. März | Joseph Van Crombrugghe                  | niederländischer und belgischer liberaler Politiker                               | 71    |       |
| 11. März | James Pierrepont Greaves                | englischer Mystiker, pädagogischer Reformer, Sozialist und progressiver Denker    | 65    |       |
| 12. März | Maximilian Joseph Pozzi                 | deutscher Bildhauer                                                               | 71    |       |
| 13. März | Emanuel von Friedrichsthal              | österreichischer Reiseschriftsteller                                              | 33    |       |
| 13. März | Henry Shrapnel                          | britischer Offizier und Erfinder                                                  | 80    |       |
| 13. März | Louis Wiener                            | Landtagsabgeordneter Großherzogtum Hessen                                         | 60    |       |
| 15. März | Luigi Cherubini                         | italienischer Komponist                                                           | 81    |       |
| 16. März | Bernard Howard, 12. Duke of Norfolk     | britischer Peer                                                                   | 76    |       |
| 16. März | Ottokar Thon                            | deutscher Freiheitskämpfer und Ministerialbeamter                                 | 49    |       |
| 19. März | Anton Rollett                           | österreichischer Sammler, Naturforscher und Arzt                                  | 63    |       |
| 20. März | Jacob Auch                              | deutscher Rechenmaschinenkonstrukteur                                             | 77    |       |
| 20. März | George FitzClarence, 1. Earl of Munster | britischer Major-General der 36. (Herefordshire) Regiment of Foot                 | 48    |       |
| 20. März | Andreas Ignaz Wawruch                   | österreichischer Arzt und Hochschullehrer                                         |       |       |
| 21. März | Ignaz Anton Demeter                     | deutscher Erzbischof von Freiburg                                                 | 68    |       |
| 21. März | Friedrich August Christian Eisendecher  | Hofrat und Chef der Generalsteuerkasse im Königreich Hannover                     | 58    |       |
| 21. März | Felix Joseph von Lipowsky               | bayerischer Jurist, Historiker und Archivar                                       | 78    |       |
| 22. März | Giuseppe Morozzo Della Rocca            | piemontesischer Geistlicher, Bischof von Novara und Kardinal der Römischen Kirche | 84    |       |
| 23. März | Stendhal                                | französischer Schriftsteller                                                      | 59    |       |
| 24. März | Médard Desprez                          | französischer Bankier                                                             | 77    |       |
| 27. März | William W. Irvin                        | US-amerikanischer Jurist und Politiker                                            | 62    |       |
| 28. März | Wilhelm von Anns                        | deutscher Kaufmann und Politiker                                                  | 75    |       |
| 29. März | Kaspar Heinrich von Sierstorpff         | braunschweigischer Staatsmann                                                     | 91    |       |
| 30. März | Élisabeth Vigée-Lebrun                  | französische Malerin                                                              | 86    |       |
| 31. März | Carl Baermann                           | deutscher Fagottist                                                               | 59    |       |
| 31. März | Michail Fjodorowitsch Orlow             | russischer Generalmajor und Dekabrist                                             | 53    |       |
| 31. März | Johann Leonhard Späth                   | deutscher Mathematiker, Physiker und Forstwissenschaftler                         | 82    |       |
| März     | Juan Ángel Arias                        | Präsident von Honduras                                                            |       |       |

## April
| Tag       | Name                             | Beruf, bekannt als                                                                | Alter | Beleg |
| --------- | -------------------------------- | --------------------------------------------------------------------------------- | ----- | ----- |
| 1. April  | Marie von Zay                    | Schriftstellerin und Dramatikerin                                                 | 63    |       |
| 3. April  | Johann Heinrich Gossler          | deutscher Bankier, Senator, Mitglied des Senats der Freien und Hansestadt Hamburg | 67    |       |
| 4. April  | Philipp Schöller                 | Oberbürgermeister von Düsseldorf                                                  | 70    |       |
| 5. April  | Schah Schudscha                  | afghanischer Herrscher                                                            |       |       |
| 6. April  | Johann Anton André               | deutscher Komponist und Musikverleger                                             | 66    |       |
| 7. April  | Henrik Anker Bjerregaard         | norwegischer Jurist und Dichter                                                   | 50    |       |
| 8. April  | Karl Ferdinand Fabricius         | deutscher Rechtswissenschaftler und Heimatforscher                                | 43    |       |
| 8. April  | Daniel Christoph Reidenitz       | deutscher Jurist                                                                  | 81    |       |
| 11. April | Sándor Csoma                     | ungarischer Forschungsreisender, Tibetologe                                       | 58    |       |
| 11. April | John England                     | irisch-US-amerikanischer Geistlicher, Bischof von Charleston                      | 55    |       |
| 12. April | Sisto Benigni                    | italienischer römisch-katholischer Geistlicher, Zisterzienser, Abt und Generalabt |       |       |
| 13. April | Wilhelm August Lampadius         | deutscher Hüttentechniker, Chemiker und Agronom                                   | 69    |       |
| 14. April | Alexandre Aguado                 | spanischer Politiker und Bankier                                                  | 57    |       |
| 14. April | Jean Nicolas Bouilly             | französischer Dramatiker und Librettist                                           |       |       |
| 16. April | Johann Nepomuk Wocher            | deutscher Politiker                                                               | 36    |       |
| 17. April | Joseph Lawrence                  | US-amerikanischer Politiker                                                       |       |       |
| 19. April | Carl Groß                        | österreichischer Musiker und Beamter                                              | ≈42   |       |
| 20. April | Gerhard Adolf Aschbach           | deutscher Jurist und Politiker                                                    | 48    |       |
| 20. April | August Heinrich Christian Gelpke | deutscher Astronom                                                                | 73    |       |
| 20. April | Jan Matuszyński                  | polnischer Arzt und enger Freund oder Liebhaber des Komponisten Frédéric Chopin   | 33    |       |
| 20. April | Bon-Adrien-Jeannot de Moncey     | französischer General und Marschall von Frankreich                                | 87    |       |
| 21. April | Karl Adalbert von Beyer          | Abt von Hamborn und Weihbischof in Köln                                           | 78    |       |
| 21. April | Bertrand Clausel                 | französischer General und Marschall                                               | 69    |       |
| 22. April | Friederike Fliedner              | deutsche Lehrerin und Krankenpflegerin                                            | 42    |       |
| 22. April | Domenico Morosini                | italienischer Politiker, Bürgermeister von Venedig                                |       |       |
| 23. April | William George Keith Elphinstone | britischer Armeeoffizier                                                          |       |       |
| 25. April | David Assing                     | deutscher Arzt, Lyriker und Herausgeber                                           | 54    |       |
| 25. April | Jean-Georges Humann              | französischer Politiker                                                           | 61    |       |
| 25. April | Samuel Smith                     | US-amerikanischer Politiker                                                       | 76    |       |
| 26. April | Georg Andreas Reimer             | deutscher Verleger                                                                | 65    |       |
| 27. April | Josef Bernt                      | österreichischer Rechtsmediziner                                                  | 71    |       |
| 27. April | Andreas Michael Dall’Armi        | Kaufmann, Bankier, Major                                                          | 76    |       |
| 28. April | Charles Bell                     | schottischer Anatom und Physiologe                                                | 67    |       |
| 28. April | Elijah Paine                     | US-amerikanischer Jurist und Politiker                                            | 85    |       |
| 29. April | Caroline Tischbein               | deutsche Zeichnerin                                                               | 58    |       |
| 30. April | Giuseppe Benedetto Cottolengo    | italienischer Theologe und Ordensgründer                                          | 55    |       |
| 30. April | Werner von Haxthausen            | deutscher Staatsbeamter und Philologe                                             | 61    |       |
| 30. April | Paul Hofmann                     | österreichischer Benediktiner, Theologe und Schulmann                             | 43    |       |
| 30. April | Johann Georg Mönckeberg          | Rechtsanwalt, Bibliothekar und Senator der Hansestadt Hamburg                     | 75    |       |

## Mai
| Tag     | Name                                  | Beruf, bekannt als                                                                 | Alter | Beleg |
| ------- | ------------------------------------- | ---------------------------------------------------------------------------------- | ----- | ----- |
| 1. Mai  | Ludwig von Schönburg                  | bayerischer Generalmajor                                                           | 79    |       |
| 2. Mai  | Calvin Goddard                        | US-amerikanischer Politiker                                                        | 73    |       |
| 5. Mai  | Karl Wilhelm von Toll                 | russischer General der Infanterie baltendeutscher Herkunft                         | 65    |       |
| 6. Mai  | André Stein                           | deutscher Klavierbauer, Sohn des Orgel- und Klavierbauers Johann Andreas Stein     | 65    |       |
| 8. Mai  | Jules Dumont d’Urville                | französischer Seefahrer und Polarforscher                                          | 51    |       |
| 8. Mai  | Peter August Friedrich von Manteuffel | deutschbaltischer Adliger und Literat                                              | 74    |       |
| 9. Mai  | Karol Kniaziewicz                     | polnischer General                                                                 | 80    |       |
| 10. Mai | Amos Eaton                            | US-amerikanischer Botaniker                                                        | 65    |       |
| 11. Mai | Charles Kellogg                       | US-amerikanischer Jurist und Politiker                                             | 68    |       |
| 12. Mai | Jacob Flindt                          | dänischer Generalleutnant                                                          | 74    |       |
| 12. Mai | Walenty Wańkowicz                     | polnischer Maler                                                                   | 43    |       |
| 13. Mai | Christoffer Suhr                      | deutscher Lithograf, einer der Gebrüder Suhr                                       | 70    |       |
| 14. Mai | Pedro Girón de Ahumada                | spanischer General und Staatsmann                                                  |       |       |
| 14. Mai | Adam W. Snyder                        | US-amerikanischer Politiker                                                        | 42    |       |
| 15. Mai | Emmanuel de Las Cases                 | französischer Offizier und Politiker                                               | 75    |       |
| 16. Mai | Johann Friedrich Butenschoen          | deutscher Pädagoge und Journalist und einer der Väter der pfälzischen Kirchenunion | 77    |       |
| 16. Mai | Francis Johnson                       | US-amerikanischer Politiker                                                        | 65    |       |
| 18. Mai | Christian Heinrich von Günzler        | deutscher Verwaltungsjurist                                                        | 83    |       |
| 18. Mai | Joseph Ramée                          | französischer Architekt, Landschaftsgärtner und Dekorateur                         | 78    |       |
| 20. Mai | Jules-Maurice Quesnel                 | kanadischer Entdeckungsreisender, Politiker und Geschäftsmann                      | 55    |       |
| 22. Mai | Jane Johnston Schoolcraft             | indianisch-amerikanische Schriftstellerin                                          | 42    |       |
| 22. Mai | Henry Southard                        | US-amerikanischer Politiker                                                        | 94    |       |
| 23. Mai | José de Espronceda                    | spanischer Lyriker                                                                 | 34    |       |
| 23. Mai | Johann Wilhelm Ludwig von Luce        | deutscher Pfarrer, Arzt und Pädagoge                                               | 85    |       |
| 24. Mai | Josef Seßler                          | österreichischer Gewerke und Industrieller                                         | 79    |       |
| 25. Mai | Antonio Giurico                       | Priester, Bischof von Dubrovnik                                                    | 64    |       |
| 26. Mai | Caroline Auguste Fischer              | deutsche Schriftstellerin und Frauenrechtlerin                                     | 77    |       |
| 28. Mai | Samuel E. Hogg                        | US-amerikanischer Politiker                                                        | 59    |       |
| 28. Mai | Carl Friedrich von Wiebeking          | deutscher Architekt, Wasserbau-Ingenieur und Landvermesser                         | 79    |       |
| 29. Mai | Bruno Görgen                          | österreichischer Psychiater                                                        | 64    |       |
| 29. Mai | Joseph Hemphill                       | US-amerikanischer Politiker                                                        | 72    |       |
| 30. Mai | Hans von Held                         | preußischer Beamter, Publizist und Dichter                                         | 77    |       |

## Juni
| Tag      | Name                                      | Beruf, bekannt als | Alter | Beleg |
| -------- | ----------------------------------------- | --- | ----- | ----- |
| 2. Juni  | Franz Joseph Dumbeck                      | deutscher Historiker | 50    |       |
| 2. Juni  | Anton Mayer von Heldenfeld                | k. k. Feldzeugmeister und Ritter des Maria-Theresia-Ordens, Kommandant der Festung Mantua sowie Inhaber des Infanterie-Regiment Nr. 45 |       |       |
| 4. Juni  | Georg Friedrich Treitschke                | deutsch-österreichischer Dramatiker, Theaterregisseur und Schmetterlingskundler                                                        | 65    |       |
| 5. Juni  | Jean de Montenach                         | Schweizer Politiker | 75    |       |
| 7. Juni  | James Barbour                             | US-amerikanischer Politiker | 66    |       |
| 7. Juni  | Jens Jacob Eschels                        | Kapitän | 84    |       |
| 7. Juni  | Caspar Conrad Gottlieb von Zedlitz        | preußischer Landrat |       |       |
| 8. Juni  | Henry Parnell, 1. Baron Congleton         | britischer Politiker der Whigs | 65    |       |
| 9. Juni  | Outerbridge Horsey                        | US-amerikanischer Politiker | 65    |       |
| 10. Juni | Leonhard von Rothkirch und Panthen        | österreichischer Feldmarschallleutnant                                                                                                 | 68    |       |
| 11. Juni | Jean-Victor Bertin                        | französischer Maler | 75    |       |
| 12. Juni | Thomas Arnold                             | englischer Theologe und Pädagoge | 46    |       |
| 17. Juni | Arthur Conolly                            | britischer Militär und Diplomat | 34    |       |
| 17. Juni | William Soden Hastings                    | US-amerikanischer Politiker | 44    |       |
| 17. Juni | Charles Stoddart                          | britischer Militär und Diplomat | 35    |       |
| 18. Juni | Tobias Haslinger                          | österreichischer Musikverleger und Komponist                                                                                           | 55    |       |
| 19. Juni | Francisco Tadeo Calomarde                 | spanischer Staatsmann | 69    |       |
| 20. Juni | Antal Deák                                | ungarischer Politiker | 53    |       |
| 20. Juni | Michael Umlauf                            | österreichischer Komponist | 60    |       |
| 22. Juni | Franz Wüllner                             | deutscher klassischer Philologe und Gymnasialdirektor                                                                                  | 43    |       |
| 25. Juni | Jean-Charles-Léonard Simonde de Sismondi  | Schweizer Ökonom und Historiker | 69    |       |
| 26. Juni | Peter Oluf Brøndsted                      | dänischer Archäologe und Forschungsreisender                                                                                           | 61    |       |
| 26. Juni | Samuel L. Southard                        | US-amerikanischer Politiker | 55    |       |
| 28. Juni | James Witherspoon                         | US-amerikanischer Politiker | 57    |       |
| 30. Juni | Thomas William Coke, 1. Earl of Leicester | britischer Politiker und Agrarreformer, Mitglied des House of Lords                                                                    | 88    |       |
| Juni     | Rosa Eleonore Behrend                     | deutsche Sängerin | ≈24   |       |
| Juni     | John Bellenden Ker Gawler                 | britischer Botaniker |       |       |

## Juli
| Tag      | Name                                          | Beruf, bekannt als                                                                   | Alter | Beleg |
| -------- | --------------------------------------------- | ------------------------------------------------------------------------------------ | ----- | ----- |
| 1. Juli  | Thomas Veazey                                 | US-amerikanischer Politiker                                                          | 68    |       |
| 3. Juli  | James Marsh                                   | US-amerikanischer Kongregationalist, Philosoph und Präsident der Universität Vermont | 47    |       |
| 3. Juli  | Franz Joseph Nuß                              | deutscher Jurist, Beamter, Bürgermeister von Mülheim am Rhein                        | 67    |       |
| 3. Juli  | Matilde Palazzesi                             | italienische Opernsängerin (Sopran) und Primadonna                                   | 40    |       |
| 4. Juli  | Catharina Sophia Karels                       | niederländische Konzertsängerin und Gesangslehrerin                                  | 32    |       |
| 4. Juli  | Christoph Anton Stoffel                       | Schweizer Offizier                                                                   | 61    |       |
| 5. Juli  | August von Gellhorn                           | preußischer Landrat                                                                  | 78    |       |
| 5. Juli  | Karl Ludwig von Oppeln-Bronikowski            | preußischer Generalleutnant und Kommandant von Erfurt                                | 76    |       |
| 7. Juli  | Joseph Kopp                                   | deutscher klassischer Philologe                                                      | 53    |       |
| 8. Juli  | Philander Stephens                            | US-amerikanischer Politiker                                                          |       |       |
| 10. Juli | Johann Christian Wutzke                       | deutscher Wasserbau-Experte, topographischer Schriftsteller und Chronist             |       |       |
| 13. Juli | Ferdinand Philippe d’Orléans, duc de Chartres | französischer Adliger und Thronfolger                                                | 31    |       |
| 13. Juli | John Pugh                                     | US-amerikanischer Politiker                                                          | 81    |       |
| 17. Juli | Julius Ludwig Ideler                          | deutscher Klassischer Philologe, Sprachwissenschaftler und Naturforscher             | 32    |       |
| 20. Juli | Pierre-Joseph Pelletier                       | französischer Chemiker und Pharmazeut                                                | 54    |       |
| 23. Juli | Jacques-François Besson                       | Bischof von Metz                                                                     | 85    |       |
| 23. Juli | Louis Lemoine                                 | französischer Divisionsgeneral                                                       | 87    |       |
| 24. Juli | John Sell Cotman                              | englischer Maler und Grafiker                                                        | 60    |       |
| 25. Juli | Dominique Jean Larrey                         | französischer Militärarzt und Chirurg                                                | 76    |       |
| 25. Juli | Karl August Lebrun                            | deutscher Schauspieler und Dramatiker                                                | 49    |       |
| 26. Juli | Michael Friedrich Erdmann Heym                | deutscher Bürgermeister und Landesältester der Niederlausaitz                        | 80    |       |
| 28. Juli | Clemens Brentano                              | deutscher Schriftsteller                                                             | 63    |       |
| 28. Juli | Alexander Friedrich von Hueck                 | deutsch-baltischer Mediziner                                                         | 39    |       |
| 29. Juli | Johann Christian Arnold                       | deutscher Unternehmer                                                                | 83    |       |
| 29. Juli | Mariano Enrique Calvo                         | Präsident von Bolivien (1841–1841)                                                   | 60    |       |
| 30. Juli | Johann Leopold Krawinkel                      | Gründer der Firma Leopold Krawinkel                                                  | 62    |       |
| 30. Juli | Wenzel von und zu Liechtenstein               | Domherr und kaiserlich-königlicher Generalmajor                                      | 74    |       |

## August
| Tag        | Name                                       | Beruf, bekannt als                                                                 | Alter | Beleg |
| ---------- | ------------------------------------------ | ---------------------------------------------------------------------------------- | ----- | ----- |
| 2. August  | John Russell                               | US-amerikanischer Arzt und Politiker                                               | 69    |       |
| 3. August  | Peter Sharpe                               | US-amerikanischer Politiker                                                        | 64    |       |
| 5. August  | Michael Creizenach                         | deutscher Pädagoge und jüdischer Theologe                                          | 53    |       |
| 7. August  | Christian Friedrich Segelbach              | deutscher Philosoph, Theologe und Naturforscher                                    | 79    |       |
| 9. August  | Placidus Ackermann                         | Schweizer Benediktiner und Abt                                                     |       |       |
| 10. August | Carl Friedrich August Fischer              | deutscher Papierfabrikant                                                          | 64    |       |
| 10. August | Joseph Ludwig Mertens                      | Kölner Bankier                                                                     |       |       |
| 10. August | Warner William Westenra, 2. Baron Rossmore | britischer Adliger und Politiker                                                   | 76    |       |
| 11. August | Carl Heinrich August von Lindenau          | preußischer Generalleutnant und Reisestallmeister des Königs Friedrich Wilhelm II. | 87    |       |
| 12. August | Fanny Eckerlin                             | italienische Opernsängerin (Mezzosopran/Alt)                                       | ≈40   |       |
| 12. August | Johann Limbeck von Lilienau                | österreichischer Politiker                                                         | 74    |       |
| 13. August | John Banim                                 | irischer Schriftsteller                                                            | 44    |       |
| 16. August | Evelyn Stuart                              | britischer Politiker und Offizier                                                  | 69    |       |
| 17. August | John Baptiste Charles Lucas                | US-amerikanischer Politiker                                                        | 84    |       |
| 18. August | João Domingos Bomtempo                     | portugiesischer Komponist, Pianist, Dirigent und Musikorganisator                  | 66    |       |
| 18. August | Louis de Freycinet                         | französischer Entdecker                                                            | 63    |       |
| 19. August | Alexandre Du Sommerard                     | französischer Archäologe und Kunstsammler                                          | 62    |       |
| 20. August | Justus Friedrich Danckwerts                | Verlagsleiter bei Vandenhoeck & Ruprecht in Göttingen                              | 63    |       |
| 21. August | Johann Friedrich Leopold Duncker           | preußischer Beamter, Schriftsteller und Dichter                                    |       |       |
| 21. August | William Maginn                             | irischer Journalist                                                                | 48    |       |
| 21. August | Leona Vicario                              | mexikanische Nationalheldin                                                        | 53    |       |
| 22. August | Carl Schindler                             | österreichischer Soldatenmaler                                                     | 20    |       |
| 23. August | Eugène Buret                               | französischer Ökonom, Soziologe und Journalist                                     | 31    |       |
| 23. August | Karl Gottlieb Lange                        | deutscher Kommunalpolitiker, Oberbürgermeister von Breslau                         | 61    |       |
| 24. August | Karl Friedrich Brescius                    | deutscher evangelischer Theologe und Geistlicher                                   | 76    |       |
| 24. August | Ryūtei Tanehiko                            | japanischer Schriftsteller                                                         | 59    |       |
| 24. August | Hans Rudolf Schröter                       | deutscher Bibliothekar und Altertumsforscher                                       | 44    |       |
| 25. August | Julius von Gemmingen-Steinegg              | Schlossherr auf Steinegg                                                           | 67    |       |
| 25. August | Gottlob Benjamin Jäsche                    | deutsch-baltischer Philosoph                                                       | 80    |       |
| 25. August | Jérôme-Joseph de Momigny                   | französischer Komponist und Musiktheoretiker belgischer Abstammung                 | 80    |       |
| 26. August | Franz Joseph Dietschy                      | Schweizer Brauer, Unternehmer und Politiker                                        | 72    |       |
| 27. August | Johann Franz Lepape von Trevern            | Bischof von Straßburg                                                              | 87    |       |
| 28. August | Peter Fendi                                | österreichischer Maler, Zeichner und Kupferstecher                                 | 45    |       |
| 30. August | Ludwig Karl Alexander von Alvensleben      | preußischer Offizier                                                               | 63    |       |
| 30. August | Vincent Beretti                            | ukrainischer Architekt                                                             | 61    |       |
| 30. August | Karl Friedrich Vollrath Hoffmann           | geographischer Schriftsteller                                                      | 46    |       |
| 31. August | Anton Wittmann von Dengláz                 | österreichischer Agronom und Fachschriftsteller                                    | 71    |       |

## September
| Tag           | Name                                                   | Beruf, bekannt als                                                                    | Alter | Beleg |
| ------------- | ------------------------------------------------------ | ------------------------------------------------------------------------------------- | ----- | ----- |
| 1. September  | Alexandre-Vincent Pineux Duval                         | französischer Architekt, Schriftsteller und Theaterdirektor                           | 75    |       |
| 1. September  | Anton Friedrich Mittrowsky von Mittrowitz und Nemischl | Oberster Kanzler der k. k. vereinigten Hofkanzlei, Präsident der Studienhofkommission | 72    |       |
| 1. September  | Edward Somerset                                        | britischer Kavalleriegeneral                                                          | 65    |       |
| 1. September  | Johann Friedrich Wülfing                               | bergischer Kaufmann und Großgrundbesitzer                                             | 62    |       |
| 2. September  | William Plunkett Maclay                                | US-amerikanischer Politiker                                                           | 68    |       |
| 3. September  | Johann Ludwig Jachtmann                                | preußischer Hofmedailleur                                                             | 66    |       |
| 4. September  | Ignaz Edler von Mitis                                  | österreichischer Techniker und Eisenbahnpionier                                       | 71    |       |
| 4. September  | Pietro Pulli                                           | italienischer Chemiker                                                                | 71    |       |
| 6. September  | Jean-Baptiste van Mons                                 | belgischer Wissenschaftler                                                            | 76    |       |
| 10. September | William Hobson                                         | Gouverneur von Neuseeland                                                             | 48    |       |
| 10. September | Letitia Tyler                                          | First Lady der USA (1841–1842)                                                        | 51    |       |
| 11. September | Samuel Hammond                                         | US-amerikanischer Politiker                                                           | 84    |       |
| 11. September | Alexander Lehmann                                      | deutschbaltischer Forschungsreisender und Geologe                                     | 28    |       |
| 14. September | Karl Wilhelm Ammon                                     | deutscher Autor und Tierarzt                                                          | 64    |       |
| 15. September | Pierre Baillot                                         | französischer Violinist und Komponist                                                 | 70    |       |
| 15. September | José Francisco Morazán Quezada                         | zentralamerikanischer Präsident                                                       | 49    |       |
| 16. September | Gustav Adolf von Tzschoppe                             | preußischer Verwaltungsjurist                                                         | 48    |       |
| 18. September | Johann Michael Schang                                  | katholischer Priester der Diözese Speyer, als heiligmäßig verehrt                     | 85    |       |
| 19. September | Adolph Georg Kottmeier                                 | deutscher Theologe                                                                    | 73    |       |
| 21. September | James Ivory                                            | schottischer Mathematiker und Astronom                                                | 77    |       |
| 21. September | Hermann Harleß                                         | deutscher Philologe                                                                   | 41    |       |
| 21. September | Jeremiah Smith                                         | US-amerikanischer Politiker                                                           | 82    |       |
| 21. September | Antonio Maria Traversi                                 | italienischer Kurienerzbischof und Naturforscher                                      | 77    |       |
| 22. September | Carl von Baerensprung                                  | preußischer Beamter                                                                   | 67    |       |
| 22. September | Johann Georg Müller                                    | deutscher Arzt                                                                        | 61    |       |
| 24. September | Obadiah German                                         | US-amerikanischer Politiker                                                           | 76    |       |
| 25. September | Conrad Georg Kuppler                                   | deutscher Maschinenbauer, Ingenieur, Professor                                        | 52    |       |
| 26. September | Richard Wellesley, 1. Marquess Wellesley               | britischer Staatsmann                                                                 | 82    |       |
| 26. September | Leopold Mathias Schleifer                              | österreichischer Lyriker und Staatsbeamter                                            | 71    |       |
| 28. September | Jonathan Ward                                          | US-amerikanischer Politiker                                                           | 74    |       |
| 29. September | John Kerr                                              | US-amerikanischer Politiker                                                           | 60    |       |

## Oktober
| Tag         | Name                                             | Beruf, bekannt als                                                                        | Alter | Beleg |
| ----------- | ------------------------------------------------ | ----------------------------------------------------------------------------------------- | ----- | ----- |
| 2. Oktober  | John Balleny                                     | englischer Seefahrer und Polarforscher                                                    |       |       |
| 2. Oktober  | William Ellery Channing                          | US-amerikanischer Geistlicher und Schriftsteller                                          | 62    |       |
| 2. Oktober  | José Mariono Elízaga                             | mexikanischer Komponist                                                                   | 56    |       |
| 4. Oktober  | Lowry Cole                                       | britischer Gouverneur der Kapkolonie (1828–1833)                                          | 70    |       |
| 8. Oktober  | Christoph Ernst Friedrich Weyse                  | dänischer Komponist                                                                       | 68    |       |
| 9. Oktober  | Kaspar Josef von Biegeleben                      | Jurist und Beamter, Politiker (im Dienste des kurkölnischen Staates und Hessen-Darmstadt) | 76    |       |
| 10. Oktober | Philipp Jakob Nabholz                            | deutscher Pädagoge                                                                        | 60    |       |
| 11. Oktober | Wilibald Swibert Joseph Gottlieb von Besser      | österreichischer Botaniker und Entomologe                                                 | 58    |       |
| 12. Oktober | Joseph Desha                                     | US-amerikanischer Politiker                                                               | 74    |       |
| 14. Oktober | Hermann Marx                                     | Bruder von Karl Marx                                                                      | 22    |       |
| 14. Oktober | Carl Ludwig Johann Hermann Riedesel zu Eisenbach | Landtagsabgeordneter Großherzogtum Hessen                                                 | 60    |       |
| 15. Oktober | John Balfour                                     | schottischer Politiker, Mitglied des House of Commons                                     | 91    |       |
| 16. Oktober | Franz Xaver Huber                                | deutscher Forstmann                                                                       | 73    |       |
| 16. Oktober | James Frederick Lyon                             | britischer Generalleutnant und Gouverneur von Barbados                                    |       |       |
| 17. Oktober | Wilhelm von Zastrow (General, 1779)              | preußischer Generalleutnant                                                               | 62    |       |
| 19. Oktober | Isaac Fletcher                                   | US-amerikanischer Politiker                                                               | 57    |       |
| 20. Oktober | Alexandre de Laborde                             | französischer Diplomat, Beamter, Reisender, Gelehrter und Politiker                       | 69    |       |
| 20. Oktober | Jean-François Boulart                            | französischer General der Artillerie                                                      | 66    |       |
| 20. Oktober | Grace Darling                                    | englische Lebensretterin, Tochter des Leuchtturmwärters William Darling                   | 26    |       |
| 20. Oktober | Friedrich Wilhelm Pixis                          | deutscher Violinist und Theaterdirektor der Frühromantik                                  | 57    |       |
| 20. Oktober | David Trimble                                    | US-amerikanischer Politiker                                                               | 60    |       |
| 22. Oktober | Johann Baptist Spitzeder                         | deutscher Schauspieler und Sänger (Bass)                                                  | 77    |       |
| 23. Oktober | Michel Marie Claparède                           | französischer General und Senator                                                         | 72    |       |
| 23. Oktober | Eduard Ferrand                                   | deutscher Lyriker                                                                         | 29    |       |
| 23. Oktober | Wilhelm Gesenius                                 | deutscher Theologe und Sprachgelehrter                                                    | 56    |       |
| 23. Oktober | Ferdinand Hartmann                               | deutscher Textilunternehmer                                                               | 51    |       |
| 23. Oktober | Michael Johann Wagner                            | österreichischer Geistlicher und Bischof von St. Pölten                                   | 54    |       |
| 24. Oktober | Georg Carabelli                                  | österreichischer Zahnarzt                                                                 | 54    |       |
| 24. Oktober | Bernardo O’Higgins                               | chilenischer Supremo Director                                                             | 64    |       |
| 25. Oktober | Johann Joachim Bellermann                        | deutscher Theologe und Autor                                                              | 88    |       |
| 26. Oktober | Carl Friedrich Wilhelm Gottlob von Bibra         | deutscher Landwirt und Politiker                                                          | 72    |       |
| 27. Oktober | Georg Friedrich Wiesand                          | sächsischer Jurist, Rittergutsbesitzer und Politiker                                      | 65    |       |
| 30. Oktober | Allan Cunningham                                 | schottischer Schriftsteller, Komponist und Journalist                                     | 57    |       |
| 31. Oktober | Carl Heinrich Hainchelin                         | preußischer Finanzbeamter                                                                 | 69    |       |
| 31. Oktober | Solomon Hirschell                                | Großrabbiner von Großbritannien                                                           |       |       |

## November
| Tag          | Name                         | Beruf, bekannt als                                                                                            | Alter | Beleg |
| ------------ | ---------------------------- | --- | ----- | ----- |
| 1. November  | Lauritz Esmarch              | dänischer Landvermesser, Jurist und Mineraloge                                                                | 77    |       |
| 2. November  | Gottlieb Delbrück            | deutscher Jurist und Beamter                                                                                  | 65    |       |
| 2. November  | Leopold Puellacher           | österreichischer Kirchenmaler                                                                                 | 65    |       |
| 3. November  | Franz Clement                | österreichischer Violinist, Komponist und Dirigent                                                            | 61    |       |
| 4. November  | Antonio Provolo              | italienischer römisch-katholischer Priester                                                                   | 41    |       |
| 4. November  | Montfort Stokes              | Gouverneur von North Carolina                                                                                 | 80    |       |
| 6. November  | Franz Jaschke                | österreichischer Landschaftsmaler                                                                             |       |       |
| 7. November  | Agostino Rivarola            | italienischer Geistlicher, päpstlicher Diplomat und Kurienkardinal                                            | 84    |       |
| 9. November  | Heinrich Hase                | deutscher Altertumsforscher                                                                                   | 53    |       |
| 10. November | Joseph Marie Degérando       | französischer hoher Verwaltungsbeamter und philosophischer Schriftsteller                                     | 70    |       |
| 10. November | Alexei Wassiljewitsch Kolzow | russischer Dichter                                                                                            | 33    |       |
| 13. November | Wilhelm Ferdinand Rong       | deutscher Komponist, Kammermusiker, Musikpädagoge und Autor                                                   | 83    |       |
| 14. November | Hendrik de Cock              | reformierter Theologe                                                                                         | 41    |       |
| 14. November | Carl Friedrich von Dizinger  | württembergischer Oberamtmann                                                                                 | 68    |       |
| 15. November | Hermann Arntzenius           | niederländischer Rechtswissenschaftler                                                                        | 77    |       |
| 15. November | Joseph Rastrelli             | deutscher Komponist und Dirigent in Dresden                                                                   | 43    |       |
| 16. November | Justus Jacob Hespe           | deutscher Uhrmacher und Erfinder                                                                              | 76    |       |
| 16. November | Wassili Karasin              | russischer Staatsmann, Schriftsteller, Erfinder, Pädagoge und Aufklärer sowie Gründer der Universität Charkow | 69    |       |
| 17. November | Wilhelm Jättnig              | deutscher Kupferstecher                                                                                       | 36    |       |
| 21. November | Johann Paul Harl             | deutscher Jurist und Autor                                                                                    | 70    |       |
| 23. November | Friedrich Grüning            | deutscher Pädagoge und Autor                                                                                  | 74    |       |
| 23. November | Chittenden Lyon              | US-amerikanischer Politiker                                                                                   | 55    |       |
| 24. November | Pehr Frigel                  | schwedischer Komponist                                                                                        | 92    |       |
| 26. November | Mark Langdon Hill            | US-amerikanischer Politiker                                                                                   | 70    |       |
| 26. November | Robert Smith                 | US-amerikanischer Politiker                                                                                   | 85    |       |
| 28. November | Maria Callcott               | britische Botanikerin und Autorin                                                                             | 57    |       |
| 28. November | Karl Friedrich Jaeger        | Pfarrer und Verfasser heimatkundlicher Bücher                                                                 | 48    |       |
| 29. November | Domenico Rossetti            | italienischer Rechtsanwalt, Politiker und Kulturliebhaber                                                     | 68    |       |
| 30. November | Lucas Andreas Staudinger     | deutscher Landwirtschaftslehrer                                                                               | 72    |       |

## Dezember
| Tag          | Name                                | Beruf, bekannt als                                                                                  | Alter | Beleg |
| ------------ | ----------------------------------- | --------------------------------------------------------------------------------------------------- | ----- | ----- |
| 2. Dezember  | Richard W. Habersham                | US-amerikanischer Politiker                                                                         |       |       |
| 2. Dezember  | James Wray Williams                 | US-amerikanischer Politiker                                                                         | 50    |       |
| 3. Dezember  | Rudolph Brandes                     | deutscher Apotheker                                                                                 | 47    |       |
| 3. Dezember  | Samuel Levi Egers                   | deutscher Rabbiner                                                                                  | 73    |       |
| 5. Dezember  | Friedrich Molters                   | deutscher Schneider, Maler, Wappenmaler und Zeichenlehrer                                           | 63    |       |
| 5. Dezember  | Auguste Vestris                     | französischer Tänzer und Choreograf                                                                 |       |       |
| 6. Dezember  | Ignaz Paur                          | österreichischer Müller und Erfinder                                                                | 64    |       |
| 7. Dezember  | Franz Karl Eduard von Wimpffen      | württembergischer Generalmajor                                                                      | 66    |       |
| 8. Dezember  | Christian Heinrich Bünger           | deutscher Chirurg und Anatom                                                                        | 60    |       |
| 10. Dezember | Rowland Hill, 1. Viscount Hill      | britischer General                                                                                  | 70    |       |
| 10. Dezember | Franz Wolf                          | deutscher Musiklehrer und Organist                                                                  | 40    |       |
| 11. Dezember | Georges-Adrien Crapelet             | französischer Verleger und Romanist                                                                 | 53    |       |
| 12. Dezember | Robert Haldane                      | schottischer Offizier und Laienprediger                                                             | 78    |       |
| 12. Dezember | Lea Mendelssohn Bartholdy           | Mutter des Komponisten Felix Mendelssohn Bartholdy                                                  | 65    |       |
| 15. Dezember | Karl Gottfried Bauer                | deutscher evangelischer Theologe und Prediger                                                       | 77    |       |
| 16. Dezember | Georg Christian Kessler             | Gründer der ersten deutschen Sektkellerei                                                           | 55    |       |
| 16. Dezember | Friedrich Rochlitz                  | deutscher Erzähler und musikalischer Schriftsteller                                                 | 73    |       |
| 17. Dezember | Amandus Augustus Abendroth          | hamburgischer Senator und Bürgermeister                                                             | 75    |       |
| 18. Dezember | Giuseppina Negrelli                 | österreichische Patriotin                                                                           | 52    |       |
| 18. Dezember | Giuseppe Nicolini                   | italienischer Opernkomponist                                                                        | 80    |       |
| 19. Dezember | Christian Heinrich Lembke           | deutscher Jurist und Ratssekretär der Hansestadt Lübeck                                             | 71    |       |
| 20. Dezember | Hirsch Alexander                    | Lübecker Polizist jüdischen Glaubens                                                                |       |       |
| 20. Dezember | John Dubois                         | römisch-katholischer Geistlicher, Bischof von New York                                              | 78    |       |
| 20. Dezember | Charles-Marc Secretan               | Schweizer Politiker                                                                                 | 69    |       |
| 21. Dezember | Wilhelm Friedrich August von Leyßer | sächsischer Generalleutnant und Politiker, erster Präsident der II. Kammer des Sächsischen Landtags | 71    |       |
| 25. Dezember | Friedrich Dionys Weber              | österreichisch-böhmischer Komponist und Musikpädagoge                                               | 76    |       |
| 26. Dezember | Martin von Dunin                    | Erzbischof von Gnesen und Posen                                                                     | 68    |       |
| 27. Dezember | Gottlieb Ludwig Heinrich von Gess   | württembergischer Oberamtmann                                                                       | 50    |       |
| 28. Dezember | Heinrich Wilhelm von Schlieffen     | königlich preußischer Generalleutnant und Direktor der Invalidenversorgung                          | 86    |       |
| 29. Dezember | Joshua Lee                          | US-amerikanischer Arzt und Politiker                                                                |       |       |
| 29. Dezember | Ferdinand Schenck zu Schweinsberg   | kurhessischer Justizminister                                                                        | 77    |       |
| 30. Dezember | Alois Mayrhofer                     | österreichischer Politiker, Bürgermeister von St. Pölten                                            | 78    |       |
| 31. Dezember | George Cassedy                      | US-amerikanischer Politiker                                                                         | 59    |       |

## Datum unbekannt
| Tag | Name                                   | Beruf, bekannt als                                                                                | Alter | Beleg |
| --- | -------------------------------------- | ------------------------------------------------------------------------------------------------- | ----- | ----- |
|     | Friedrich Ludwig Aemilius Abel         | deutscher Geiger                                                                                  | ≈72   |       |
|     | Manuel de Araúcho                      | uruguayischer Offizier, Autor und Journalist                                                      |       |       |
|     | Alpheus Babcock                        | US-amerikanischer Klavierbauer                                                                    |       |       |
|     | Giovanni Balestra                      | italienischer Kupferstecher                                                                       |       |       |
|     | Jean Emanuel Bliesener                 | Violinist und Komponist                                                                           | ≈71   |       |
|     | Louis-André-Gabriel Bouchet            | französischer Porträtmaler                                                                        |       |       |
|     | Johann Büchel V.                       | deutscher Tuchmacher, Zunftsmeister, Ratsherr, Hochgerichtsschöffe und Bürgermeister              |       |       |
|     | Pierre-François Chabaneau              | französischer Chemiker                                                                            |       |       |
|     | Martin Gottlieb Deetz                  | deutscher Kaufmann und Bürgermeister                                                              |       |       |
|     | Katharina Eunicke                      | deutsche Opern- und Konzertsängerin                                                               |       |       |
|     | Johann Carl Haeseler                   | deutscher Kupferstecher, Graveur und Radierer sowie Stempelschneider und Medailleur               |       |       |
|     | Johann Christian Friedrich Eisendecher | deutscher Verwaltungsjurist                                                                       |       |       |
|     | Josef Frederiks                        | Kaptein der ǃAman-Nama (1825–1842) im Südwesten Afrikas                                           |       |       |
|     | Friedrich Gleich                       | deutscher Theaterdirektor, Buchhändler und Übersetzer                                             |       |       |
|     | Ferdinand Hartmann                     | deutscher Historienmaler                                                                          |       |       |
|     | William H. Hunter                      | US-amerikanischer Politiker                                                                       |       |       |
|     | Joseph Korwin-Kossakowski              | litauischer General, Adjutant von Napoleon, Offizier der französischen Armee                      |       |       |
|     | Andonios Liveralis                     | griechischer Komponist und Dirigent                                                               |       |       |
|     | Juan Meserón                           | venezolanischer Flötist und Komponist                                                             |       |       |
|     | Franz von Miller                       | Volkswirtschaftler, Wegbereiter der Zollvereinheitlichung und Belebung des Handels in Deutschland |       |       |
|     | Heinrich August Rothe                  | deutscher Mathematiker                                                                            |       |       |
|     | Johann Christian Ruhl                  | Bildhauer in Hessen-Kassel                                                                        |       |       |
|     | Johann Karl Schleich                   | deutscher Kupferstecher                                                                           |       |       |
|     | Alois Schmid                           | deutscher Komponist (Kirchenmusik)                                                                |       |       |
|     | Johann Jochen Schmidt                  | deutscher Orgelbauer                                                                              |       |       |
|     | Johann August Schnittspahn             | deutscher Hofgärtner                                                                              |       |       |
|     | Giovanni Serafino Volta                | italienischer Geistlicher, Mineraloge und Paläontologe                                            |       |       |
|     | Johann Heinrich Wohlien                | Altonaer Orgelbaumeister                                                                          |       |       |